# Krisztián Somhegyi
Krisztián Somhegyi (18 agosto 1994) è un tuffatore ungherese.

## Biografia
Da bambino praticava il karate. Dal 2007 ha cominciato ad allenarsi nei tuffi, con il fratello gemello Kristóf Somhegyi. Sua sorella pratica la pallanuoto. Dal 2015 studia ingegneria meccanica e matematica applicata all'Università di Indianapolis. È stato allenato da Mélay Csaba.
Ai campionati europei di tuffi di Rostock 2013 si è classificato ventisettesimo nel trampolino 1 metro.
Agli europei di nuoto di Berlino 2014 ha concluso la gara della piattaforma 10 metri al quindicesimo posto. Nel 2014 è stato scelto come miglior tuffatore maschio ungherese dell'anno.
Agli europei di tuffi di Kiev 2017 ha ottenuto il quindicesimo posto nella piattaforma 10 metri.
Ha rappresentato l'Ungheria ai campionati mondiali di nuoto di Budapest 2017, classificandosi al ventisettesimo nel concorso della piattaforma 10 metri.